# ЗПУ-2
ЗПУ-2 (индекс ГАУ — 56-УС-562) — советская спаренная зенитная пулемётная установка.

## История создания
Разработки спаренной зенитной пулемётной установки была начата на конкурсной основе на Заводе №2. В ноябре 1944 года был изготовлен первый образец конструкции С. В. Владимирова и Г. П. Маркова, приблизительно копировавший лафет с опорой немецкой зенитки 2 cm Flak 38. В 1945 году образец прошёл сравнительные испытания с установкой конструкции Ф. В. Токарева, которую успешно победил. После устранения замечаний и доработок, в 1948 году опытным образцом были пройдены полигонные и войсковые испытания. В 1949 году ЗПУ-2 была принята на вооружение. Серийное производство было развёрнуто на Заводе № 525.

## Описание конструкции
Основной задачей ЗПУ-2 является поражение воздушных сил противника (самолётов, десантных подразделений). Также может использоваться для обстрела легкобронированной техники, скоплений живой силы и надводных подразделений. Передвижение установки на короткие дистанции может производиться силами расчёта.
Основными составляющими частями ЗПУ-2 являются: пулемёты, установка, колёсный ход и прицельные приспособления. Колёсный ход предназначен для буксирования ЗПУ-2 в походном положении и представляет собой два колеса с трубчатой дугой. При переводе ЗПУ-2 в боевое положение, колёсный ход отсоединяется, а установка помещается основанием на грунт. На основании находится погон с поворотной платформой. На платформе размещена люлька с пулемётами.

### Вооружение
В качестве вооружения используются спаренные 14,5-мм пулемёты КПВ. Для ведения огня ЗПУ-2 снабжена ручным и ножным механизмами спуска. В номенклатуру боеприпасов входят бронебойно-зажигательные пули Б-32 и БС-41, бронебойно-зажигательно-трассирующие пули БЗТ, а также пристрелочно-зажигательные пули ЗП. Боекомплект размещён в двух коробках с пулемётными лентами. В каждой ленте по 150 патронов.

### Прицелы
Для наведения на воздушные цели, на ЗПУ-2 размещён ракурсный зенитный прицел, в середине прицельной части которого установлен турельный коллиматор К10-Т. При стрельбе по наземным объектам прицеливаение осуществляется через укороченный оптический прицел ПУ.

## Модификации
- 56-УС-562 (ЗПУ-2 обр. 1949 г.) — базовый вариант
- 56-УЗ-562 (ЗУ-2 обр. 1954 г., УЗПУ-2) — облегчённый в полтора раза вариант для ВДВ
- Type-58 — китайская копия ЗУ-2

## Операторы
- Алжир — 60 единиц ЗПУ-2, по состоянию на 2010 год[4]
- Гана — 4 единицы ЗПУ-2, по состоянию на 2010 год[5]
- Зимбабве — 36 единиц ЗПУ-1, ЗПУ-2 и ЗПУ-4, по состоянию на 2010 год[6]
- Иран — некоторое количество ЗПУ-2, по состоянию на 2010 год[7]
- Ирак — количество и статус неизвестны[8]
- Камбоджа — некоторое количество ЗПУ-1, ЗПУ-2 и ЗПУ-4, по состоянию на 2010 год[9]
- Камерун — 18 единиц Type-58, по состоянию на 2010 год[10]
- КНДР — некоторое количество ЗПУ-1, ЗПУ-2 и ЗПУ-4, по состоянию на 2010 год[11]
- Республика Конго — некоторое количество ЗПУ-2, по состоянию на 2018 год[12]
- Ливия — 100 единиц ЗПУ-2, по состоянию на 2010 год[13]
- Мавритания — 16 единиц ЗПУ-2, по состоянию на 2010 год[14]
- Марокко — 150—180 единиц ЗПУ-2, по состоянию на 2010 год[15]
- Румыния — по состоянию на начало 2015 года, ЗПУ-2 выпускается на предприятии «Механика» в городе Куджир[16]
- Сейшельские Острова — некоторое количество ЗПУ-2, оценивающихся как небоеспособные, по состоянию на 2010 год[17]
- Судан — некоторое количество ЗПУ-2, по состоянию на 2010 год[18]
- Танзания — 40 единиц ЗПУ-2 и ЗПУ-4, оценивающихся как небоеспособные, по состоянию на 2010 год[19]
- Уганда — некоторое количество ЗПУ-1, ЗПУ-2 и ЗПУ-4, по состоянию на 2010 год[20]
- Украина — по состоянию на 2011 год, находились на хранении[21]; по состоянию на 2016 год — восстанавливаются и поступают на вооружение[22].
- ЦАР — некоторое количество по состоянию на 2018 год[23]
- Чад — некоторое количество ЗПУ-2, по состоянию на 2018 год[24]
- Эквадор — 128 ЗПУ-1 и ЗПУ-2, по состоянию на 2010 год[25]
- Вьетнам-некоторое количество использовалась во время Вьетнамской войны, например, они устанавливались на БТР-152

### Бывшие
- СССР

## Боевое применение
- Война в Персидском заливе — применялись иракскими войсками. Трофейная ЗПУ-2 находится на хранении в Национальном музее ВВС США[8].

## Сохранившиеся экземпляры
- Россия — Музей истории Воздушно-десантных войск (Рязань), Технический музей ОАО «АвтоВАЗ» в г. Тольятти.
- ЗПУ-2 в боевом положении, Военно-исторический комплекс имени Н.Д. Гулаева, город Аксай Россия — Военно-исторический комплекс имени Н. Д. Гулаева, Аксай (Ростовская область).
- Польша — Центр традиций польских бронетанковых войск в Жагани.
- [26] Украина - Луцкий государственный музей вооруженных сил.
- США — Национальный музей Военно-воздушных сил США на авиабазе Райт-Паттерсон.

### Сноски
1. ↑  Полный список в разделе «Операторы»